# 近藤次繁
近藤 次繁（こんどう つぎしげ、1866年1月17日（慶応元年12月1日） - 1944年（昭和19年）3月4日）は、日本の明治から昭和期における外科医・医学者。医学博士。東京帝国大学医学部教授・病院長。日本で最初に胃がんの手術を成功させた外科医である。

## 経歴

### 青年時代

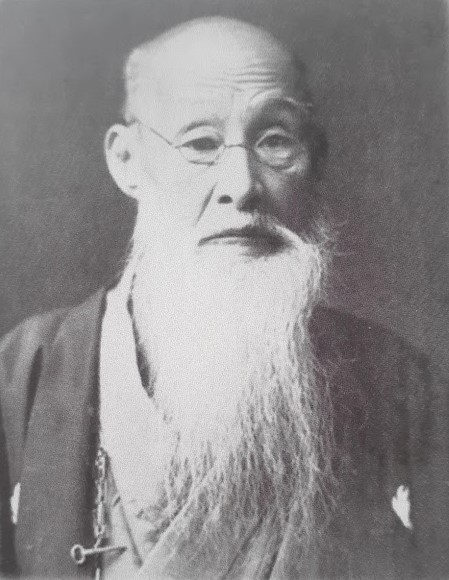
養父の近藤坦平

慶応元年12月1日（1866年1月17日）、信濃国松本藩士である鶴見次喬の次男として、松本城下の下新町（現・長野県松本市北深志1丁目周辺）に生まれた。出生名は鶴見次繁。
1891年（明治24年）7月に東京帝国大学医科大学を卒業し、東京帝国大学のユリウス・スクリバ教授の外科学教室に入局した。同年には近藤坦平の娘おきてと結婚し、近藤家の婿養子となった。近藤坦平は愛知県碧海郡旭村で洋々堂（後の洋々医館）の院長を務めていた医師である。

### 留学と研究
養父の近藤坦平の支援を受けてヨーロッパに留学した。ヨーロッパではドイツのストラスブルク大学（現在はフランス）、ハイデルベルク大学、ベルリン大学、オーストリアのウィーン大学で学んだ後、フランスのパリで病院施設を視察し、1896年（明治29年）に帰国した。
帰国直後にはスクリバ教授の外科学教室に入り、翌1897年（明治30年）に助教授、1898年（明治31年）に教授に昇格し、第一外科講座を担当した。1899年（明治32年）には論文を提出して医学博士の学位を授与された。

### 学会などへの参画
1897年（明治30年）11月、三輪徳寛・木村孝蕨・田代正医師の送別の宴が上野精養軒で行われた。この宴では日本外科学会の創立に関する話し合いが行われ、田代義徳・近藤次繁・佐藤恒久が規則草案を起草した。1898年（明治31年）4月7日、神田青年会館に於て発起人会が開かれ、近藤次繁が本会設立の由来を説明し、翌年4月に第1回日本外科学会を東京で開催することが決定した。また、第一回役員選挙の結果、会長佐藤三吉、幹事に近藤次繁・田代義徳・佐藤恒久が選ばれた。
佐藤三吉、近藤次繁、宇野朗、田中苗太郎、片山芳林、桂秀馬、鶴田禎次郎、中山森彦、丸茂文良、寺田織尾、林曄、佐藤恒久、佐藤達次郎、中原徳太郎ら、東京帝国大学医学部出身の外科専門医により、ドイツ・ベルリンにある外科専門家自由協会（Freie Vereinigung der Chiurgen Berlins）の組織にならい、東京でも外科医が自由に研究し議論し合う場として「集談会」開催が計画された。毎月第三水曜日を「集談会」開催日として、1902年（明治35年）5月21日に東京医科大学外科外来診療所で第一回会合が行われた。
1917年（大正6年）5月、海軍中将の秋山真之は、近藤が病院長を勤める駿河台病院に盲腸炎で入院した。病院は秋山に盲腸炎の切開手術を申し入れていたが、秋山は頑として謝絶し「必ず自己の心霊の力によって直してみせる」と頑張り、一時的には回復した。しかし、翌年1月下旬頃より病気が再発し、1918年（大正7年）2月4日に死去した。

### 開業
1921年（大正10年）には東京帝国大学医学部附属病院長に任じられた。1925年（大正14年）に東京帝国大学を退官し、東京市神田に駿河台病院を設立して病院長に就任した。8月には郷里の松本市から、翌年開業予定の松本市営病院（後に松本医学専門学校附属病院）の名誉医院長兼顧問を委嘱され、病院人事の一切を任された。かねてより東京市政に不明朗さを感じていたことから、東京市会議員に立候補して当選した。

### 死去
1944年（昭和19年）3月4日、79歳で死去した。墓所は多磨霊園。百貫日に当たる同年6月11日、創立に深く関与した日本外科学会、日本臨床外科学会、日本医学博士会、日本医療器械学会に松本の関係諸団体及び長野県人会などが合同し、神田・駿河台の日本医師会館で「近藤先生追悼会」が開催された。

## 栄典
- 1917年（大正6年）12月28日 - 正四位[9]
- 1923年（大正12年）2月10日 - 従三位[10]

## 家族
- 実父 鶴見次喬 - 松本藩士。
- 義父 近藤坦平 - 医師。
  - 本人 近藤次繁
    - 子 近藤経一 - 劇作家・『白樺』同人・株式会社文藝春秋専務。
    - 嫁 原光代 - 近藤経一妻、女優。姉は女優で遠山満の妻の小原小春。
    - 子 近藤綸二 - 名古屋高等裁判所長官・東京高等裁判所長官等を歴任。勲一等叙勲を辞退する。
    - 子 近藤駿四郎 - 東大医学部脳外科講師・日本医科大学外科学教授、東京労災病院院長。
    - 子 近藤台五郎 - 東京女子医科大学教授。岳父に瀧川儀作
    - 孫 近藤東郎 - 経一の子。慶應義塾大学医学部教授（衛生学公衆衛生学教室）
    - 孫 近藤節也 - 経一の子。作家・映画監督
    - 孫 近藤幹雄 - 綸二の子。報道カメラマン、PANA通信社社長。日本写真作家協会名誉会員。
    - 孫 近藤紘一 - 台五郎の長男。ジャーナリスト・作家中央公論新人賞受賞。

## 論文・著作
- 「済生学舎医事新報(52) 1897年4月 一三外科器械の「デモンストヲチオン」 近藤次繁」（済生学舎医事新報社）
- 「済生学舎医事新報(92) 1900年8月 蟲樣垂炎の療法に就て 近藤次繁」（済生学舎医事新報社）
- 「済生学舎医事新報(93) 1900年9月 胃膓接合術を行ひし犬の胃膓「デモンストラチオン」 近藤次繁」（済生学舎医事新報社）
- 「済生学舎医事新報(127) 1903年7月 癌腫ノ外科（宿題） 近藤次繁」（済生学舎医事新報社）
- 「中外医事新報(433) 1898年3月 外科手術叢談 近藤次繁」（日本医史学会）
- 「中外医事新報(435) 1898年5月 外科手術叢談(承前) 近藤次繁」（日本医史学会）
- 「中外医事新報(862) 1916年2月 顏面「フルンケル」ノ療法 近藤次繁」（日本医史学会）
- 「中外医事新報(935) 1919年3月 第百八十二囘外科集談會 近藤次繁」（日本医史学会）
- 「産科婦人科学雑誌2(6) 1900年2月 腹膜後ノ脂肪腫ノデモンストラチオン 近藤次繁」（産科婦人科学会）
- 「日本外科学会誌(1) 1900年4月 胃外科手術ニ就テノ實驗 近藤次繁」（南江堂）
- 「日本外科学会誌(2) 1901年3月 宿題(内臟外科) 佐藤三吉・本多忠夫・大森治豊・丸茂文良・近藤次繁・佐藤三吉・宇野朗」（南江堂）
- 「日本外科学会誌(3) 1902年4月 宿題 盲膓炎及蟲狀突起災ノ療法 鈴木孝之助・三浦謹之助・林曄・入澤達吉・瀨尾原始・近藤次繁・北川乙治郞他」（南江堂）
- 「日本外科学会誌(5) 1904年4月 膝膕動脈瘤ニ就テ 討論 近藤次繁・佐藤恒久他、漿液性脾臓嚢腫ノ一例 討論 近藤次繁他、子宮外妊娠外科的治療實驗一例 討論 近藤次繁他」（南江堂）
- 「外科臨床講義録(2) 1908年6月 膀胱結石 近藤次繁」（山村正雄）
- 「大東医事新報(12) 1911年7月 陰莖癌 近藤次繁」（大東医事新報社）
- 「日新醫學 第1年(1) 1911年9月 外科學 胃腸外科ノ梗槪 近藤次繁」（日新醫學雜誌社）
- 「日本之医界(66) 1913年7月 ヂスクツシオンに就て 近藤次繁」（日本之医界社）
- 「順天堂医事研究会雑誌(538) 1917年10月 頸肋骨ニ因スル疾患ノ一例 近藤次繁」（順天堂医事研究会）
- 「臨床月報(176) 1925年2月 新麻痹劑ツトカインに就て 近藤次繁」（臨床月報社）
- 「臨床指鍼 注射の方法並に技術　醫學博士近藤次繁」（藤井尚久編 武田孝三郎 1929年）
- 「同仁医学4(1) 1931年1月 狹心症之療法 近藤次繁」（同仁会）
- 「栄養の日本12(5) 1943年7月 玄米の國民皆食に就て 近藤次繁」（栄養の日本社）
- 「鬱血療法」（近藤次繁他 医学書院 1907年）
- 「外科診断学各論 上巻 下巻」（近藤次繁他 南江堂 1909年）
- 「山村外科診断学各論 上巻 下巻」（近藤次繁他 南江堂 1909年・1914年）
- 「近世外科総論 上巻 下巻」（近藤次繁他 南江堂 1911年）
- 「医学常識 第1巻-第10巻」（近藤次繁他 東西医学社編 東西医学社 1931年）